# Augustine Akubeze
Augustine Obiora Akubeze (ur. 25 sierpnia 1956 w Kadunie) – nigeryjski duchowny katolicki, arcybiskup metropolita Benin City od 2011.

## Życiorys

### Prezbiterat
Święcenia kapłańskie przyjął 3 października 1987. Inkardynowany do diecezji Issele-Uku, pełnił funkcje m.in. sekretarza biskupiego, wikariusza sądowego oraz wikariusza generalnego.

### Episkopat
14 grudnia 2005 został mianowany biskupem ordynariuszem Uromi. Sakry biskupiej udzielił mu 25 lutego 2006 kard. Anthony Okogie.
18 marca 2011 Benedykt XVI mianował go arcybiskupem metropolitą Benin City.
W 2012 został wiceprzewodniczącym Konferencji Episkopatu Nigerii, zaś w 2018 wybrano go na przewodniczącego tejże organizacji.